# Jelenje
Jelenje (italienska: Gellegne) är en kommun och samhälle i nordvästra Kroatien. Kommunen  har 5 321 invånare (2001) och är uppkallad efter samhället Jelenje. Kommunens tätort är dock Dražice med 2 096 invånare (2011).

## Demografi och orter
Till kommunen hör följande 17 samhällen. Siffrorna på antalet invånare är från folkräkningen 2011:
| Samhälle       | Antal invånare |
| -------------- | -------------- |
| Baštijani      | 18             |
| Brnelići       | 84             |
| Drastin        | 17             |
| Dražice        | 2 096          |
| Jelenje        | 429            |
| Kukuljani      | 86             |
| Lopača         | 86             |
| Lubarska       | 115            |
| Lukeži         | 191            |
| Martinovo Selo | 116            |
| Milaši         | 76             |
| Podhum         | 1 421          |
| Podkilavac     | 334            |
| Ratulje        | 114            |
| Trnovica       | 47             |
| Valići         | 1              |
| Zoretići       | 90             |

### Fotnoter
1. 1 2 3  ”Census of Population, Households and Dwellings 2011, First Results by Settlements” (på engelska och kroatiska) ( PDF). Kroatiska statistiska centralbyrån. Arkiverad från originalet den 19 augusti 2014. https://web.archive.org/web/20140819030849/http://www.dzs.hr/Hrv_Eng/publication/2011/SI-1441.pdf. Läst 27 februari 2014.
2. ↑  Jelenje.hr - Kommunen Jelenjes officiella webbplats (kroatiska)